# Сражение при Дебрецене
Сражение при Дебрецене (венг. Debreceni csata) — одно из сражений заключительного периода Войны за независимость Венгрии 1848—1849 годов, в ходе которого русские войска под командованием генерал-фельдмаршала Паскевича разбили венгерский корпус Йожефа Надьшандора  у города Дебрецен.

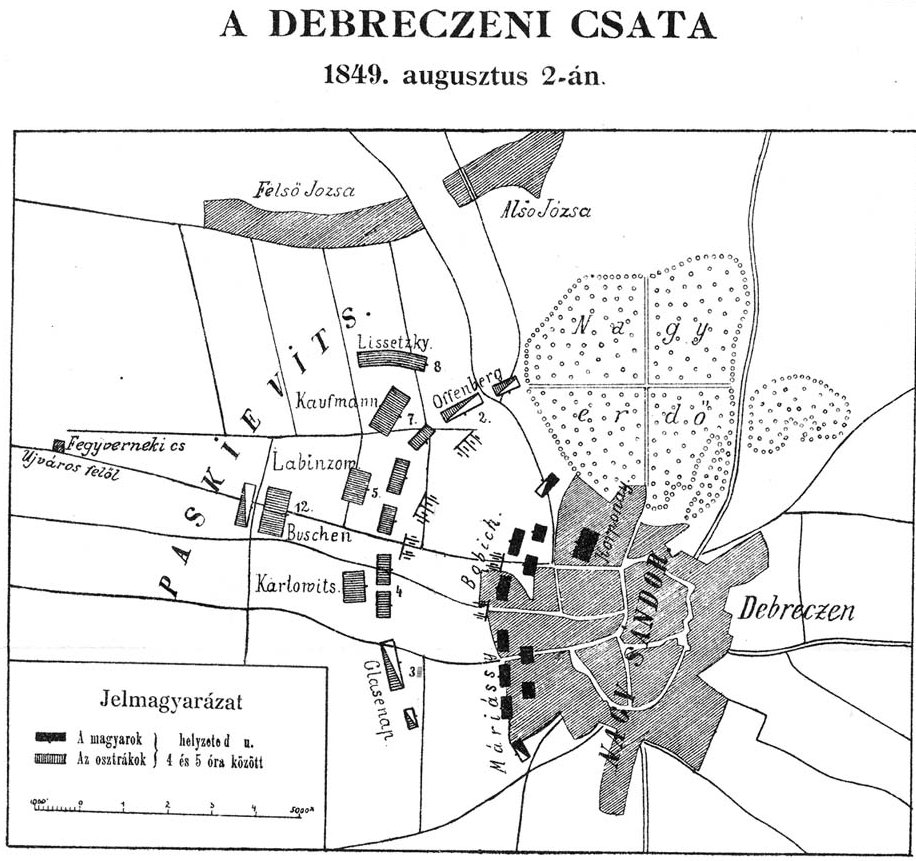
Карта-схема сражения

29 июля 25-тысячная венгерская Верхнедунайская армия Артура Гёргея переправилась через реку Тиса в Токае. Он планировал двинуться в южную Венгрию, в район Баната, где, согласно приказу венгерского правительства, должны были встретиться все венгерские силы. 30 августа в Ньиредьхазе Гёргей разделил свою армию на две части. В качестве флангового прикрытия с запада для движения его главных сил на Арад Гёргей приказал I-му корпусу генерала Йожефа Надьшандора двинуться на Дебрецен.
Достигнув в 8 часов утра 2 августа Дебрецена, Надьшандор узнал о присутствии в Упвароше, в переходе от Дебрецена, 15-тыс. русского отряда и решил, в случае наступления русских, задержать их на позиции к северо-западу от города.
Так как Паскевич решил перехватить Гёргея у Дебрецена, русская армия (63 тысячи человек), переночевав 1 августа у Упвароша, 2-го двинулась с места ночлега в боевом порядке, оставив обозы у Упвароша. Пройдя около 15 верст, армия перестроилась в походную колонну. В 5—6 верстах от города ей пришлось вновь развернуть боевой порядок. Высланная для прикрытия 3-я дивизия, сбив венгерский передовой отряд, подошла к главной позиции. Завязалась артиллерийская перестрелка. Русская армия развернулась между дорогами из Упвароша и Токая в Дебрецен на фронте до 4 вёрст.
Бои начались у западной границы города, затем распространились на северную, затем непосредственно на западе и, наконец, завершилась в южных районах. Венгры выдерживали натиск русских войск с 10:30 утра до 14 часов дня, когда началась атака русских войск на все позиции линии обороны. После артиллерийской подготовки Паскевич направил в решающую атаку левое крыло (3-я кавалерийская, 7 и 8-я пехотная дивизии). Дивизии венгерского корпуса, атакованные со всех сторон, начали неорганизованный, с большими потерями, отход. К счастью для беспорядочно отступающих венгерских частей, русское правое крыло, посланное для их окружения (2-я легкая кавалерийская дивизия), заблудилось в пылу боя в обширной кукурузе и выбралось из нее только в конце битвы. Весь корпус Надьшандора в беспорядке двинулся по дорогам на юг. Русская кавалерия преследовала его на расстоянии 15 вёрст.
Российская армия потеряла 60 человек убитыми и 277 ранеными. Трофеи — одно знамя, 4 орудия и часть обоза. Надьшандор потерял около около двух тысяч. Заняв Дебрецен, главная русская армия остановилась, не имея запасов продовольствия для продолжения движения. Между тем, Гёргей беспрепятственно уходил на юг и 8 августа достиг Гроссвардейна.